# 松方幸次郎
松方 幸次郎（まつかた こうじろう、1866年1月17日（慶応元年12月1日） - 1950年（昭和25年）6月24日）は、日本の実業家、政治家。川崎造船所社長、衆議院議員（日本進歩党）、美術収集家。イェール大学、ソルボンヌ大学卒業。
父は明治の元勲で第4代、第6代内閣総理大臣の松方正義。弟は実業家の松方正雄。妻は九鬼隆義の次女・好子。四男二女あり、長女・花子は松本重治夫人。その長女で、幸次郎の孫の操は槇文彦に嫁す。

## 経歴

### 学生時代から政財界入りまで

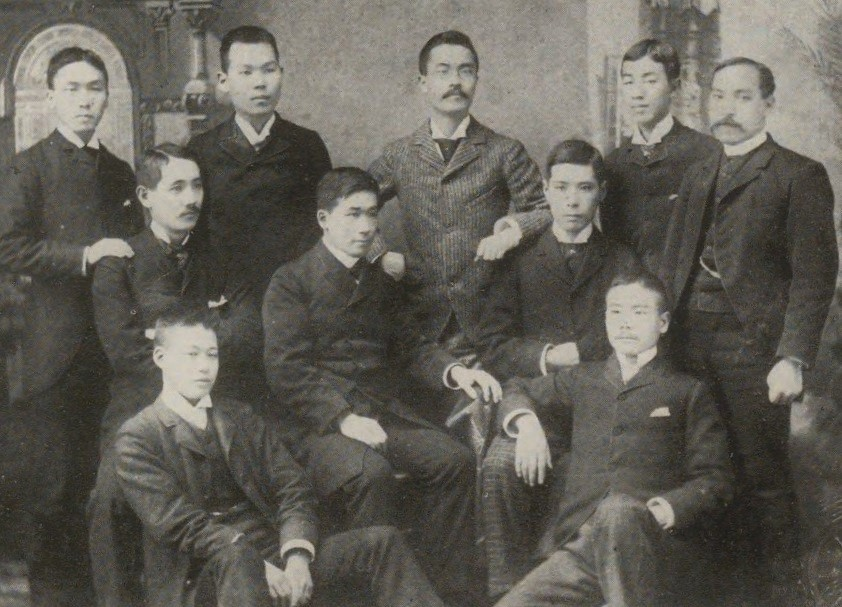
1889年イェール大の学友と（中列左）

1865年（慶応元年）薩摩藩士・松方正義の三男として薩摩国鹿児島郡鹿児島近在荒田村（現在の鹿児島市下荒田）に生まれる。1875年（明治8年）、明治政府高官に就いた父・正義の住む東京に移り、翌年1876年9月に海軍との関係が強かった攻玉塾（現・攻玉社高）幼年科に入塾。1878年（明治11年）に同中年科に進学。 さらに共立学校（現・開成高）や、立教学院（現・立教大学）でも学んだ。1881年（明治14年）に東京大学予備門（旧制第一高校を経て現・東京大学教養学部）に入学した。1883年（明治16年）に東京大学の学生運動第一号と言われる「明治十六年事件」に関わり、学位授与式をボイコットした。これは学位授与式の運営方法を巡って、かねてからの学校側の学生に対する管理強化に学生の不満が爆発したものだった。翌年1884年（明治17年）に東京大学予備門を中退。同年4月に渡米。ラトガーズ大学に入学の後、イェール大学に転学。法律学博士号を取得し、1890年（明治23年）帰国。1891年（明治24年）第一次松方内閣組閣に伴い、父の首相秘書官となる。一時、新聞事業経営や官途についたが、1894年（明治27年）に浪速火災保険の副社長に就任し関西における財活動を開始した。

### 政財界での躍進
1896年（明治29年）川崎財閥創設者で、幸次郎の米国留学の費用を負担するなど公私に渡って関係の深かった同郷の川崎正蔵に要請されて、株式会社川崎造船所初代社長に就任。この時、川崎造船所は川崎正蔵の個人経営から改め株式会社として再スタートした。それをきっかけとして、大阪舎密鉱業（1898年）、高野鉄道（同）、神戸瓦斯（同）、神戸新聞社（1899年）、神戸桟橋（1908年）、九州電気軌道（同）、九州土地信託（同）、川崎汽船（1920年）、国際汽船（同）、神港倶楽部、ベルベット石鹸、日本ゴム蹄鉄の社長に就任し、その他11社の役員を務めた。さらに神戸商業会議所会頭、1912年（明治45年）には衆議院議員に当選し代議士も務め、神戸の政財界の巨頭であった。

### 川崎造船所の躍進と挫折
幸次郎が経営を任された川崎造船所は、川崎正蔵の計画していた乾ドックの建設を皮切りに「攻めの経営」を展開し、折からの国家的規模の造船国産化の追い風もあり業績を順調に伸ばした。また1894年（明治27年）の日清戦争、1900年（明治33年）の北清事変、1904年（明治37年）の日露戦争の勃発により国家的規模で軍備強化が推進される中、呉の海軍工廠に労働者を派遣し造艦技術を学ばせ、また呉に近い宇品には出張所を設け、海軍との交流を深めて海軍からも造艦の受注を受けるようになった。当初は小型艦艇の組み立てや修理を請け負ったが、やがて大型艦の造船も請け負い、川崎造船所は民間では三菱造船とならぶ軍艦造船会社にまで成長した。
1914年（大正3年）第一次世界大戦が勃発。本来、造船業は受注生産が基本だが、世界的な商船不足を予見した幸次郎は、受注前にあらかじめ船を大量生産する「ストックボート方式」を用いて莫大な利益を上げた。しかし、1918年（大正7年）に第一次世界大戦が終戦し、ヨーロッパの造船界が再稼働して世界の船舶需要が供給過多に転じたことにより、大量の在庫を抱えることになる。また、1922年（大正11年）のワシントン海軍軍縮条約締結では軍縮による軍艦建造縮小の煽りを受け、さらに1927年（昭和2年）の金融恐慌を決定打に川崎造船所は事実上の破綻を喫する。幸次郎は不況の中でも積極策を続けたが、設立した商船会社も利益を生まなかった。金融恐慌では多くの銀行が取り付け騒ぎで休業に追い込まれ、川崎造船所に巨額の融資を行っていた兄の松方巌が頭取を務める十五銀行も1927年4月には休業を余儀なくされていた。関係が強く、大口債権者であった軍部の支援によって川崎造船所の倒産は免れたものの、幸次郎は不況下で積極経営を強行した責任を取り、務めていた全ての会社の役員を辞任する。
その後1932年にソビエト連邦の石油会社ソユーズネフチエクスポルトからのガソリン輸入を企図。駐日ソ連通商代表部と数十回におよぶ折衝を重ねたのち、後藤新平の秘書だった森孝三を伴い8月27日に敦賀港を出港。ウラジオストク経由でモスクワに向かい、9月に輸入契約の調印を済ませた。日ソ貿易の先鞭をつけた出来事であると共にガソリン価格が高騰していた時期の契約合意だったこともあり、日本国内の石油市場を支配していたロイヤル・ダッチ、スタンダード石油、ライジングサン石油等の石油メジャーや国内石油業者にセンセーションを巻き起こした。1936年（昭和11年）には再度衆議院議員に当選して連続3期務め、国民使節として渡米し国際的に活動した。戦後、大政翼賛会の推薦議員のため公職追放となった。追放中の1950年（昭和25年）、鎌倉市の自宅で死去。墓所は青山霊園。

### コレクターとして
川崎造船所社長として隆盛を誇った第一次世界大戦期に、日本における本格的な西洋美術館の創設を目指しヨーロッパで買い集めた絵画、彫刻、浮世絵は松方コレクションの名で知られ、その一部は国立西洋美術館所蔵品の母体となった。
第一次世界大戦中の1916年（大正5年）、戦火の中で渡英した幸次郎はフランク・ブラングィンの戦意高揚ポスターに感銘を受ける。幸次郎は本業の激務の合い間を縫ってブラングィンを訪れ、二人はたちまち意気投合した。日本における本格的な西洋美術館の創設という幸次郎の壮大な悲願はブラングィンとの交流の中で芽生えた。西洋美術館の設立計画はかなり具体化しており、幸次郎は東京・麻布の仙台坂に美術館建設用地を確保していた。ブラングィンは幸次郎の計画をもとに石膏製の建築模型を作っており、設立予定の美術館の「共楽美術館」という名前まで決められていた。共楽美術館の名前にはコレクションを秘蔵せず、国民が等しく美術作品を楽しめるようにとの幸次郎の思いが込められていた。
第一次世界大戦後も幸次郎はヨーロッパに渡り、パリを中心にロダン、ゴーギャン、セザンヌ、ゴッホらの作品を次々に購入し美術品収集を続けた。なお、この時期は幸次郎が展開した川崎造船所の積極経営策に陰りが見え始めた時期と一致する。印象派の巨匠・クロード・モネを度々訪れ交流を深め、大量にモネの作品を購入している。幸次郎はモネの画家人生の集大成と評される「睡蓮、柳の反映」をモネ本人から直接購入している。
1916年（大正5年）から約10年間、幸次郎はたびたびヨーロッパを訪れては画廊に足を運び、絵画、彫刻から家具やタペストリーまで、膨大な数の美術品を買い集めた。現在は東京国立博物館が所蔵するパリの宝石商アンリ・ヴェヴェールから買い受けた約8,000点の浮世絵を含め、作品総数は1万点におよぶと言われている。しかし、先述の川崎造船所の破綻によってコレクションは売り立てられ国内外に散逸。作品の一部はロンドンの倉庫火災で焼失し、第二次世界大戦末期にはフランス政府に敵国人財産として取り上げられる運命を辿ることになる。国立西洋美術館は、1959年にフランス政府から寄贈（第二次世界大戦での対立の過去を背景に「返還」の形式は取られていない）された松方コレクションの受け入れ機関として東京・上野に設立された。間接的にではあるが、日本における本格的な西洋美術館の創設という幸次郎の壮大な悲願は、多くの悲劇や惨禍を乗り越え、紆余曲折を経て達成されたと言える。

### その他
校友として母校である立教大学の後援者となり、大学学長の杉浦貞二郎を支え、立教学院校友会の幹部役員も務めた。
父・松方正義（第4代・6代内閣総理大臣）と、幕末の長崎でチャニング・ウィリアムズ（立教大学創設者）に学んだ大隈重信（第8代・17代内閣総理大臣）は、幕末長崎時代から長い親交があり、1896年（明治29年）には第2次松方内閣（松隈内閣）を組んだ間柄であるが、後に大隈が松方幸次郎に会った際に、大隈は「君が我輩の所に来た時分は腕白小僧だったが、近頃は大分えらくなった。」と語り、幸次郎も幼少期から大隈と親交があった。
松方幸次郎の米国留学を支援し、川崎造船所の次期社長を要請した川崎正蔵（川崎財閥創設者）も、幕末の長崎に10年間滞在したが、明治維新後の廃藩置県の際に発足した日本国郵便蒸気会社の副頭取に川崎が就任したのは、長崎で大隈とともにウィリアムズ門下生であった前島密（当時・大蔵省駅逓頭、後の郵政大臣、総務大臣）の推薦によるもので、その後川崎の造船所建設計画の創業資金拝借願いを政府に提出したのも前島であった。結果として政府からの資金貸与は造船所を創業する資金には足りなかったが、東京・築地の官有地を拝借するとともに、松方正義（当時大蔵大輔・現在の次官）を始めとする同郷の知人などの援助により、川崎は川崎築地造船所を開設し、造船業への第一歩を踏み出すこととなった。
また、川崎正蔵は上述の通り同郷の知人である父・松方正義と大変親しく、互いに支援をし合い、正義が来阪の時には川崎正蔵の大阪邸に宿泊することもあり、川崎も東京・三田にあった松方邸をよく訪れる間柄であった。

## エピソード
松方は思い切ったいたずらをする人物だった。神戸にある川崎造船所の構内に海軍の監督官の事務所があって、そこからドックへ行くのに広い道路を横切らなければならないが、雨の日は道がひどくぬかるむ。そこで海軍の監督官が道を横切る地下道を建設するように川崎造船所側に要求した。川崎造船所は得意先の海軍の要望だからと、注文通り地下道を建設した。そして松方はこの地下道に「海馬路」という名前をつけ、額にして入り口にかけて悦にいっていた。海馬（アシカ）というものは、海の上からくぐり、また海の上に出る。地上からくぐってまた地上に出るのだから「海馬路」という説明なのだが、松方の思いつきはそうではなかったようで「海軍の馬鹿野郎の通る路」というつもりだったらしい。そのうち海軍のほうでも感づいて馬鹿にしておると憤慨する者もいたという。

## 栄典
- 1916年（大正5年）4月1日 - 勲二等瑞宝章[17]

## 親族
- 父：松方正義
- 母：松方満佐子（薩摩藩士・川上左太夫長女）
- 兄：松方巌（実業家）
- 妻：松方好子（三田藩最後の藩主・九鬼隆義の次女）[18]
  - 長男：松方正彦
  - 次男：松方義彦
  - 三男：松方幸輔
  - 四男：松方勝彦 ‐ 兄・巌の養子。日本シトロエン自動車販売の代表を務めていたが[19]、棚から転落して33歳で死去[20]。妻の幸子（男爵吉川重吉の娘）はのちに獅子文六と再婚した。
  - 長女：花子（松本重治の妻）
  - 次女：為子
  - 養子：松方三郎（末弟、のち兄・巌の養子となり松方家を相続）